# Putyłowyczi (przystanek kolejowy)
Putyłowyczi (ukr. Путиловичі) – przystanek kolejowy w miejscowości Putyłowyczi, w rejonie korosteńskim, w obwodzie żytomierskim, na Ukrainie. Położony jest na linii Kijów – Korosteń – Sarny – Kowel.